# L’Estela
L’Estela – miejscowość w Hiszpanii, w Katalonii, w prowincji Girona, w comarce Alt Empordà, w gminie Cabanelles.
Według danych INE w 2020 roku liczyła 2 mieszkańców – 2 mężczyzn.